# فوكا هارونا (ممثلة)
فوكا هارونا (باليابانية : 春名 風花 تنطق باليابانية هارونا فوكا، من مواليد 4 فبراير 2001 في يوكوهاما ،  كاناغاوا ، اليابان) هي ممثلة يابانية،    و موديل وتشتهر بـانها شخصية مشهورة الإنترنت.   وتمثل شركة Smile Monkey سمايل مونكي
تشتهر فوكا هارونا بلقبها هاروكازي -تشان Harukaze-chan .  و اعتبارًا من أكتوبر 2012 ، كان لديها حوالي 141,500 متابع حسابها الخاص على موقع Twitter و حيث حصلت على الكثير من الملاحظات والمراجعات وكانت تهدف إلي ان تصبح مشهورة عبر الإنترنت.  بسبب كشفها لمعلوماتها الشخصية علي الإنترنت، كان عليها ان تنقتل من منزل إلي منزل وتغيير مدرستها الابتدائية اكتر من مرة فهذه ضريبة الشهرة .  
في الـ5 من أبريل لعام 2013 ، دخلت فوكا المدرسة الإعدادية.   اعتبارا من يونيو 2013 ، أصبح لديها 160,000 متابع حسابها الخاص على موقع التواصل الأجتماعي Twitter.  

## مسيرتها التلفيزيونية والفنية

### الدراما التلفزيونية
- كايكي دايسوكوسين -الملف الثاني (怪奇大作戦 セカンドファイル؟) الحلقة 2 ( الذي كان يبث علي قناة NHK BShi بتاريخ 9 من أبريل 2007)
- مانبوكو شوجو دراجونيتي (満福少女ドラゴネット؟) الحلقات رقم 2 و 8 و 11 (الذي كان يبث علي قناة TVK في 2010)
- كونترول : هانزاي شينري سوسا (CONTROL〜犯罪心理捜査〜؟) الحلقة 3 ( الذي كان يبث علي تلفزيون فوجي بتاريخ 25 يناير 2011)
- نيتشو جيداي (熱中時代؟) ( الذي كان يبث علي قناة NTV في2011 )
- توكيدوكي مايومايو "بيرثداي نو سورا" (時々迷々「バースデーの空」؟) ( الذي كان يبث علي قناة NHK في نوفمبر 2011)
- أكومو-تشان (悪夢ちゃん؟) ( الذي كان يبث علي قناة NTV في الفترة بين أكتوبر إلى ديسمبر 2012)
- هاو هاو! كيونشو جيرل ~ توكيو دينشيداي سينكي ~ سايشو باناشي (好好!キョンシーガール〜東京電視台戦記〜 最終話؟) ( الذي كان يبث علي قناة تلفزيون طوكيو بتاريخ 21 ديسمبر 2012)

### الأنمي التلفيزيوني
- إيوريكا سفن :أيه اوه (エウレカセブンAO؟) (الذي كان يبث علي قناة MBS في 5 يوليو 2012) دور ليو إنج
- كن بونكيكيدز "رينجو ماكس" (beポンキッキーズ『ロンゴマックス』؟) (الذي كان يبث علي قناة (BS Fuji في أكتوبر 2012)
- اوماكاسي! معجزة كات-دان ( الذي كان يبث علي قناة (NHK Educational TV في مارس 2015) دور بوكومي أكاجاوا

### الأنمي المسرحي
- سحر المنازل الثلاثة (マジック・ツリーハウス؟) (يناير 2012)
- الذئب الطفل (おおかみこどもの雨と雪) (يوليو 2012)
- كومبليكس x كومبليكس (こんぷれっくす×コンプレックス؟) (سبتمبر 2015)

### الافلام
- دم و عظام (血と骨؟) (2004)
- نادا سوسو (涙そうそう؟) (سبتمبر 2006)
- كاموي جايدين (カムイ外伝؟) (سبتمبر 2009)

### أقراص الدراما المضغوطة CD
كواجاتا ني تشوب شيتارا تيمي سليب شيتا (クワガタにチョップしたらタイムスリップした) (يناير 2013)

### الدبلجة
سلسلة من الأحداث السيئة (レモニー・スニケットの世にも不幸なできごと　シーズン) ( (30 مارس 2018) في في دور أيسيادورا كواجيميري 

## البليوجرافيا
تعقب هاروكازي -تشان (はるかぜちゃんのしっぽ（ω）) ( اوهتا للنشر، أغسطس 2011) ISBN   4778312694

## الروابط الخارجية
- فوكا هارونا على موقع IMDb (الإنجليزية)
- فوكا هارونا على موقع ميوزك برينز (الإنجليزية)
- فوكا هارونا على موقع قاعدة بيانات الفيلم (الإنجليزية)
- فوكا هارونا على موقع كينوبويسك (الروسية)
- فوكا هارونا على موقع ANN person (الإنجليزية)

- موقعها الشخصي علي سمايل مونيكي
- harukazechanعلى تويتر.
- موقعها الشخصي علي أميبا بلوج
- مدونتها الشخصية علي يابلوج
- فوكا هارونا في قاعدة بيانات الأفلام على الإنترنت